# Olimpionica
L'Olimpionica è una pista da sci situata nel comprensorio sciistico della Paganella, versante di Andalo.  

La pista è formalmente divisa in tre parti:
- L'Olimpionica 3 coincide con la parte alta della pista, che dalla Cima Paganella scende fino al Rifugio Albi de Mez. Questo tratto di pista, di media difficoltà, è molto panoramico, offrendo stupende vedute sulle Dolomiti di Brenta ed è servito dalla seggiovia quadriposto ad agganciamento automatico Albi de Mez-Cima Paganella.
- L'Olimpionica 2, la parte centrale, è quella più impegnativa e scende dal Rifugio Albi de Mez al Rifugio Pian Dosson. Su questo tratto di pista, molto tecnico, si allena spesso anche la nazionale di sci alpino norvegese.
- L'Olimpionica 1, rappresenta il tratto meno in quota e più facile del tracciato, che dal Rifugio Pian Dosson raggiunge il centro abitato di Andalo, lambendo, nel tratto finale il campo scuola in località Rindole.

Le piste Olimpionica 1 e 2 si snodano immerse in una fitta abetaia, e sono servite dalla telecabina ad 8 posti Andalo-Doss Pelà dotata di stazione intermedia in località Pian Dosson.